# Ajaccio

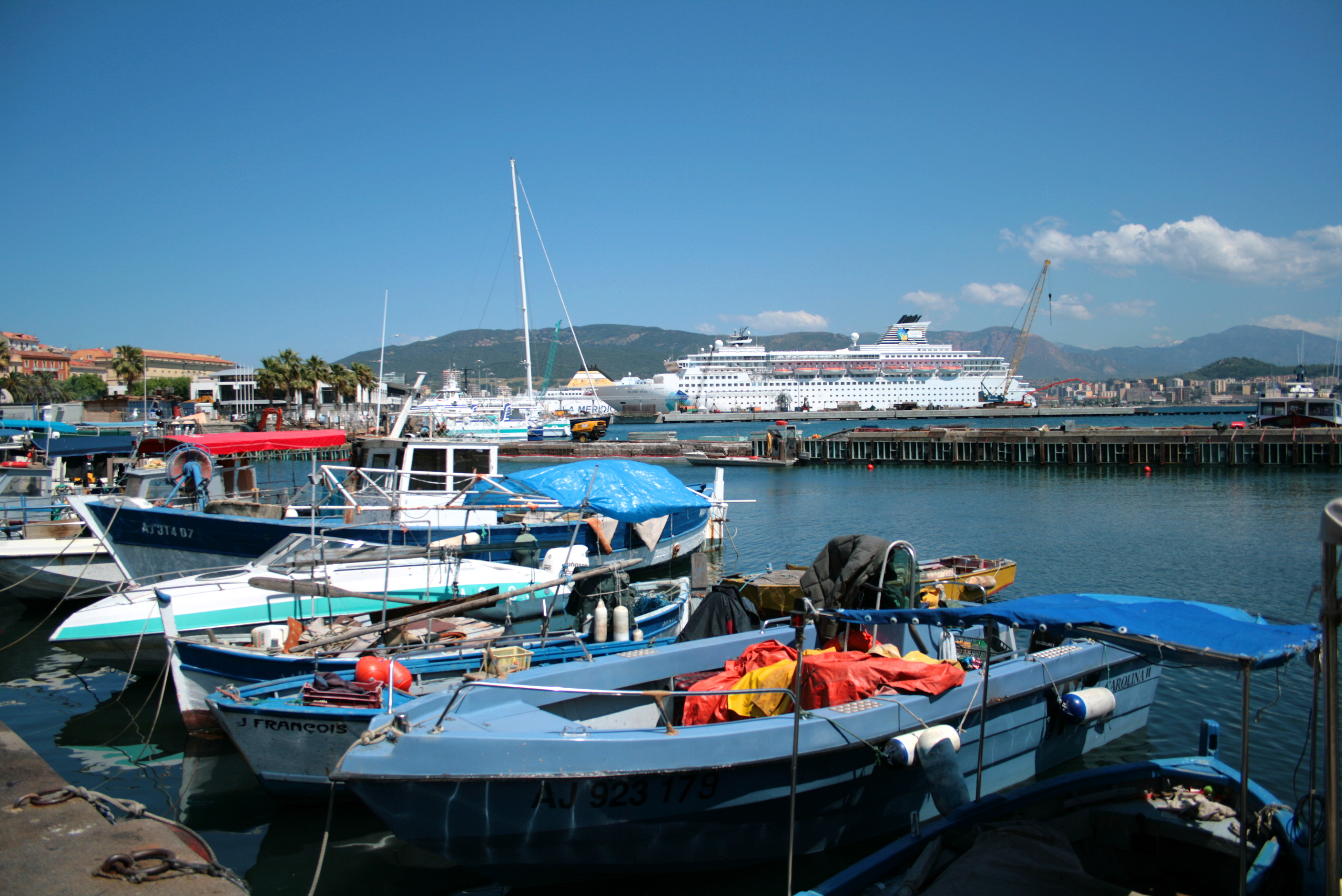
Hamnen i Ajaccio

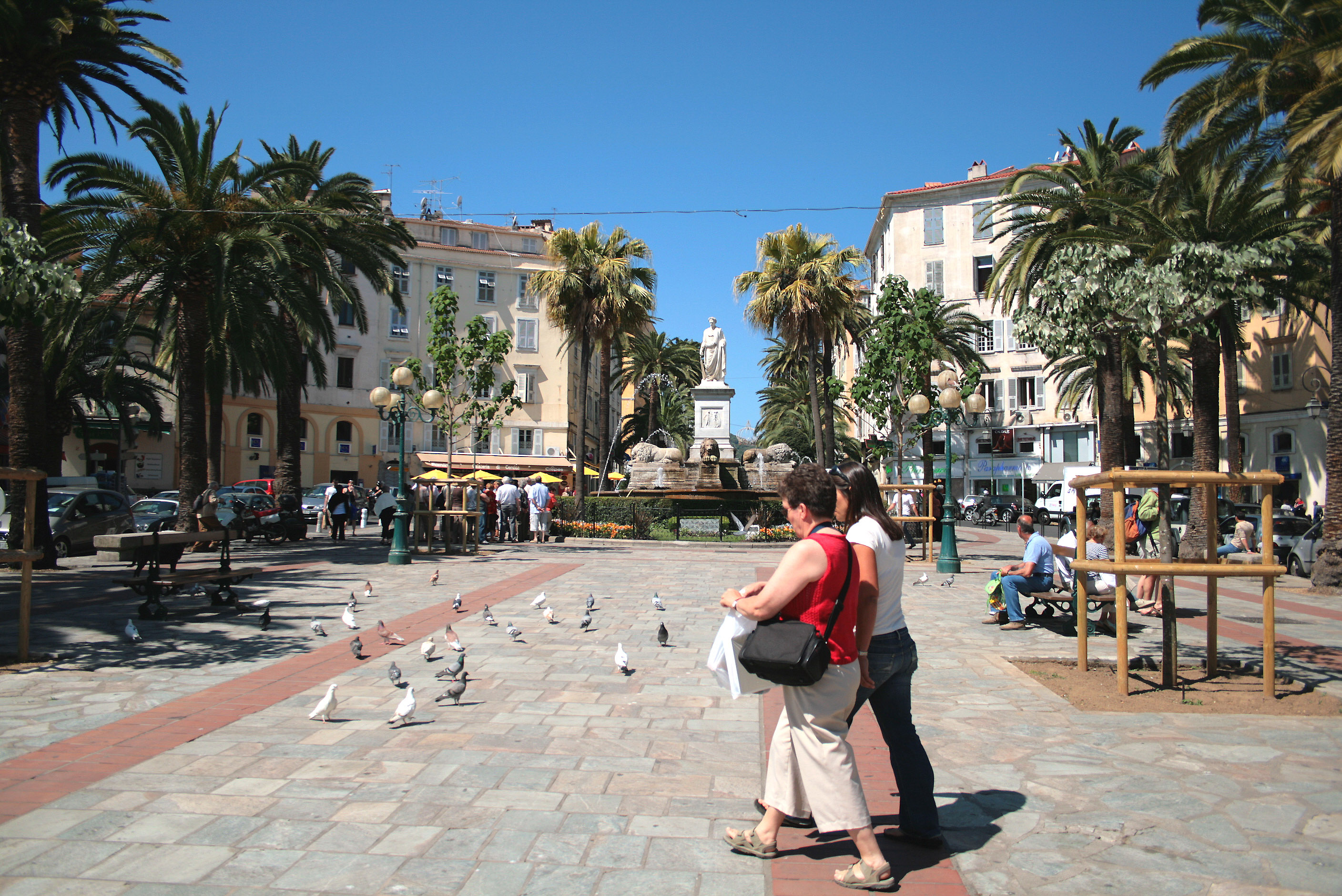
Torget Place du Maréchal-Joffre, med dess vita marmorstaty föreställande Napoléon Bonaparte som förste konsul

Ajaccio (på korsikanska: Aiacciu) är en stad och kommun på Korsika och huvudort i det administrativa departementet Corse-du-Sud i Frankrike. Ajaccio är Korsikas huvudstad och ligger på västkusten. År 2022 hade Ajaccio 75 343 invånare.

## Geografi
Ajaccio ligger på Korsikas västkust, 210 nautiska mil sydöst om Marseille, vid Ajacciovikens norra strand, vid foten av en skogbeväxt kulle. Hamnen ligger på stadens östra sida och skyddas i syd av en halvö.

## Historia
Det nuvarande Ajaccio ligger några kilometer söder om stadens ursprungliga läge; den flyttades av genuesarna år 1492. Mellan 1553 och 1559 ockuperades staden av Frankrike, men återgick till Genua 1559. Staden blev slutligen åter fransk år 1768.

## Ekonomi
Ajaccios ekonomi bygger främst på tillverkning av cigarrer och makaroner, men även varvsindustri, sardin- och korallfiske är viktiga för stadens ekonomi. Staden exporterar bland annat timmer, citron, skinn och kastanj.

## Övrigt
Staden har varit biskopssäte sedan 600-talet, och hyser ett kommunalt gymnasium, ett museum och ett bibliotek. Staden har även att fotbollslag AC Ajaccio som spelar i Ligue 1 i Frankrike och som grundades 1910. Hemmaarenan för laget heter Stade François Coty med en kapacitet på 10 000 personer och där anordnas även musik konserter och andra kulturarrangemang flera gånger per år. 
I Ajaccio föddes bland andra:
- Napoléon Bonaparte (1769–1821)
- Joseph Fesch (1763–1839), kardinal, tillika Napoléon Bonapartes morbror
- Alizée Jacotey, sångerska (1984-)
- Tino Rossi (1907–1983), sångare, skådespelare
- Fred Scamaroni (1914–1943)

## Befolkningsutveckling
Antalet invånare i kommunen Ajaccio
Referens:INSEE